# Beni Fouda
Beni Fouda là một đô thị thuộc tỉnh Sétif, Algérie. Dân số thời điểm năm 2002 là 16.876 người.